# 田宮

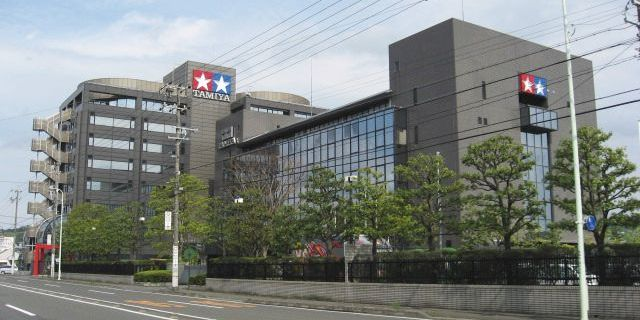

田宫公司（日語：株式会社タミヤ）是日本的塑料模型、无线电遥控汽车模型、电池与太阳能教育模型和航海模型制造公司。该公司可追溯至初创于1946年5月8日，创始人为田宫义雄设立的「田宫商事合资会社」（日语：田宮商事合資会社），其子田宫俊作于1984年3月24日创立了田宫公司（日語：株式会社タミヤ）。田宫公司因其出众的模型产品品質和精确比例细节而颇受模型爱好者青睐。

## 历史

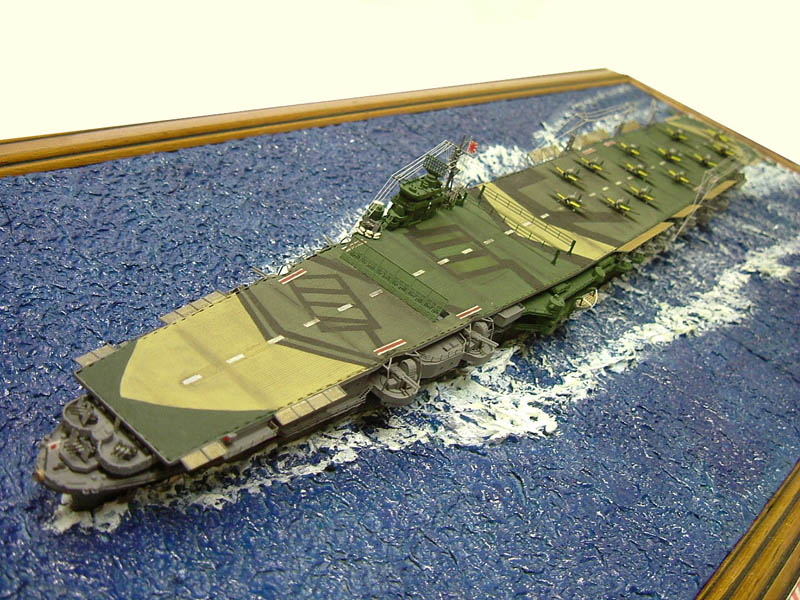
1/700航母瑞鶴號

### 创业
田宫公司事业的草创者为田宫义雄，其在第二次世界大战前从事运输业，但1945年6月的静冈大空袭让其事业大半付之一炬。二战结束以后，由于预见到战后日本經濟复苏，在重建过程中木材需求庞大的契机，田宫义雄决定由运输业转投木材业，并且在1946年5月创建了「田宫商事合资会社」（田宮商事合資会社），即模型公司的前身。1947年，田宫义雄与侄子田宫文若合作，在田宫商事成立了木制木工部门，开始尝试制造军舰和飞机的木制模型。然而，在1951年由于电线漏电引发火灾，烧掉了田宫商事的全部的办公房屋和库存木材。三个月后公司恢复了营运，但规模缩小了许多，而且公司面对的大量债务，也为木材的进货造成障碍。1953年，田宫义雄决定中止建筑木材的木材加工、销售业务，摇身一变成为专业的模型制造厂。

### 进军塑料模型

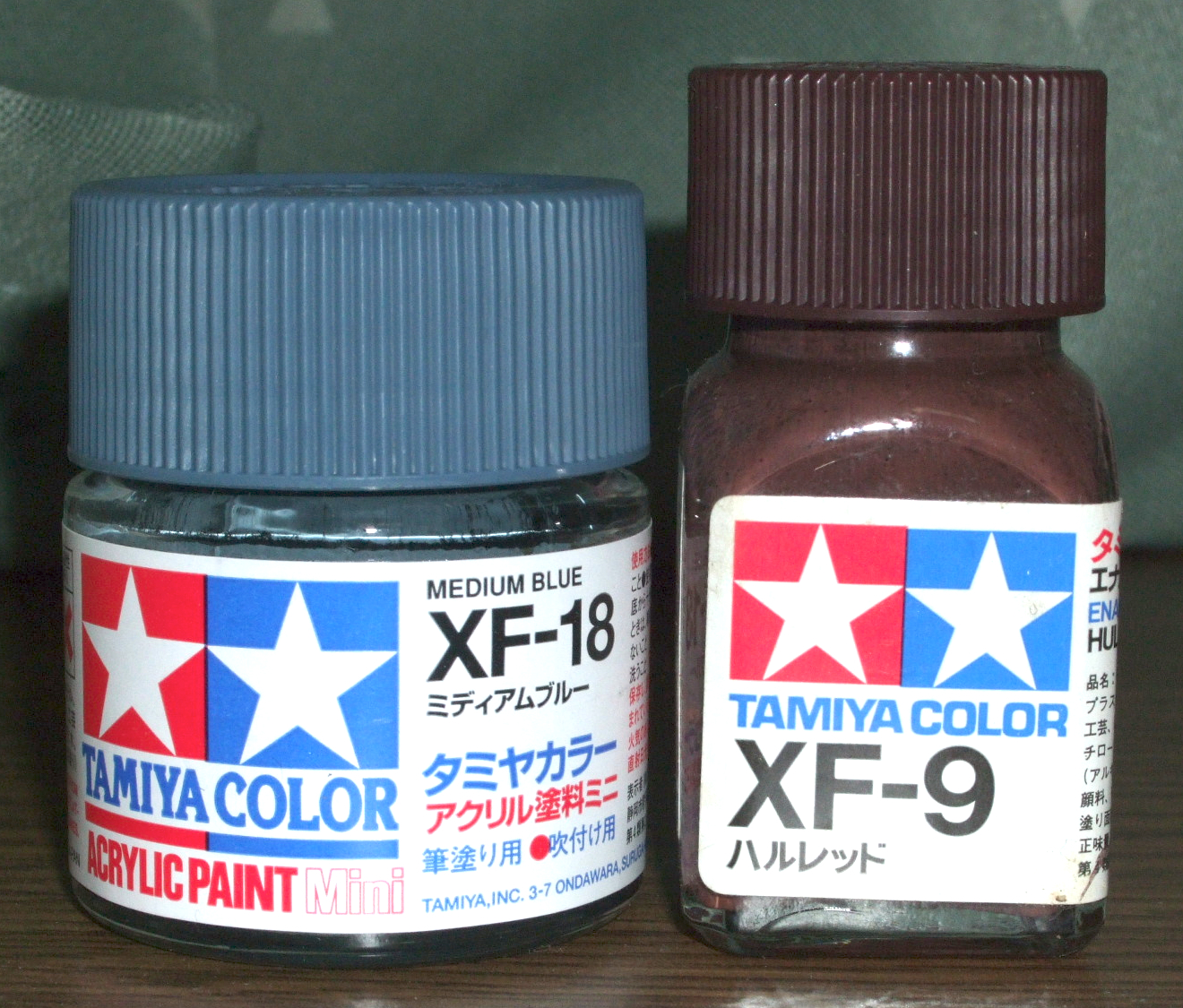
田宮模型漆料

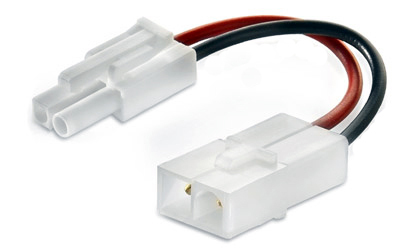
田宮插頭
(用於電子類玩具)

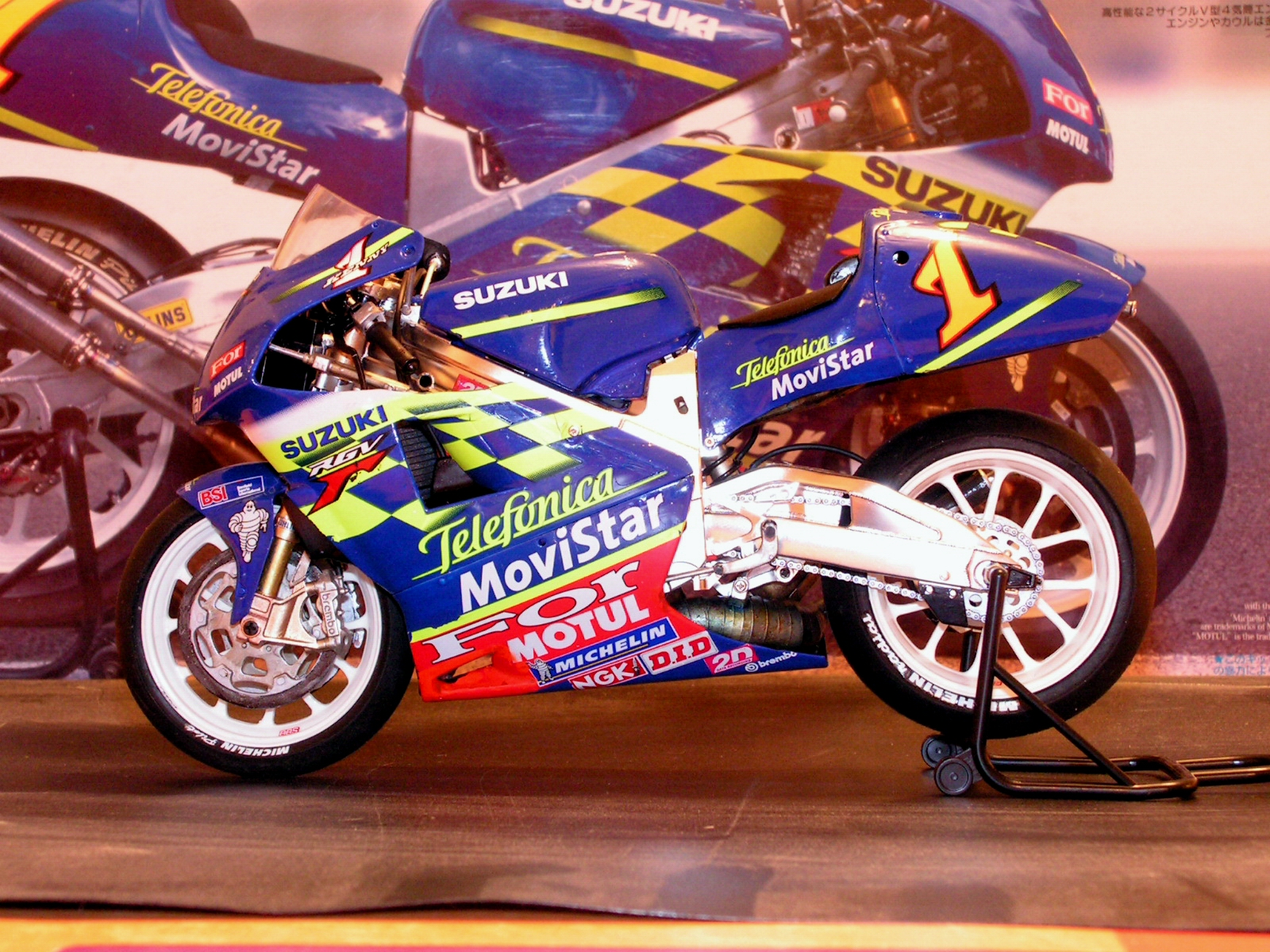
GSV500機車模型

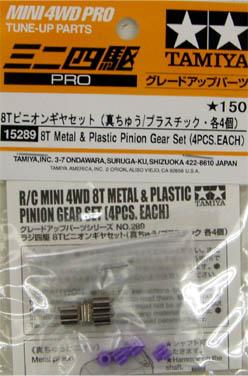
四驅車配件系列

田宫商事在成为专门的模型制造商之后，初期仍然继续从事木制模型的制造。但到了1950年代中期，形势开始改变。自从美国的威望公司在1950年代初推出了革命性的塑料拼装模型，塑胶模型开始不断地发展，随即风靡了美国市场，并在1950年代中期进入日本，而日本丸三商店也在1958年推出了日本第一款塑胶模型——1/300比例模型的鸚鵡螺號潛艇。日本开始引进国外的塑料模型后，由于塑料模型相对精细度更高、组装更简易，尽管当时塑料制品并不便宜，但木制模型的销售额仍然明显减少。1958年3月，田宫义雄的儿子毕业于早稲田大学法学部，于同年4月进入田宫商事合资会社工作。
因田宫公司在木制模型行业的生意越来越差，田宫义雄于1959年决定改为生产塑料模型。1960年，田宫公司的第一款塑料模型——1/800的大和號戰艦推出市场，定价500日元。可是当时另一家模型制造商日本模型株式会社（Nichimo）几乎同时推出1/750的武藏号战列舰，定价却低至350日元，导致田宫公司的大和号销情惨淡、亏损严重。
为了维持公司的营运，田宫公司收购了其他公司的旧模具，面向儿童玩具市场推出了简易拼装玩具赛车，配上美式风格的盒面绘画，每盒价格仅50日元，销售成绩十分理想，累积的资金为田宫公司进一步投入塑料模型的开发奠定了基础。1961年12月，田宫公司又推出了比例1/35、用电机驱动走行的豹式坦克，并邀请了日本著名插画家小松崎茂绘制封绘，这回市场反应与之前的大和号战列舰截然不同，“会跑的豹式坦克”非常热销，而且组装说明也因清楚易懂而备受好评。而当时选择1/35比例的原因其实是这个尺寸刚好可以容纳两枚二号电池，却在以后成为成为模型的一个经典的比例。
1962年，公司的注塑部门从田宫商事合资会社独立分离，以400万日元成立田宫塑料工业株式会社（タミヤプラスチック工業株式会社）。1964年，为摆脱模具制造商的束縛，公司成立了模具制造部门，模具的设计、制造、注塑均由田宫模型包揽。1969年，田宫塑料工业株式会社更名为株式会社田宮模型（株式会社田宮模型）。1977年5月，田宫俊作就任株式会社董事会主席。1978年，田宮模型更名为田宫塑料株式会社（タミヤプラスチック株式会社）。
1984年3月24日，田宫俊作设立田宫公司（日语：株式会社タミヤ），出任董事会主席、社长。1994年，田宫授予香港伟高模型官方代理权，使香港整个摇控及静态模型系列得以作更全面的销售，促进中国市场的扩展。
2025年7月18日，田宫公司社长田宫俊作离世，享年90岁。

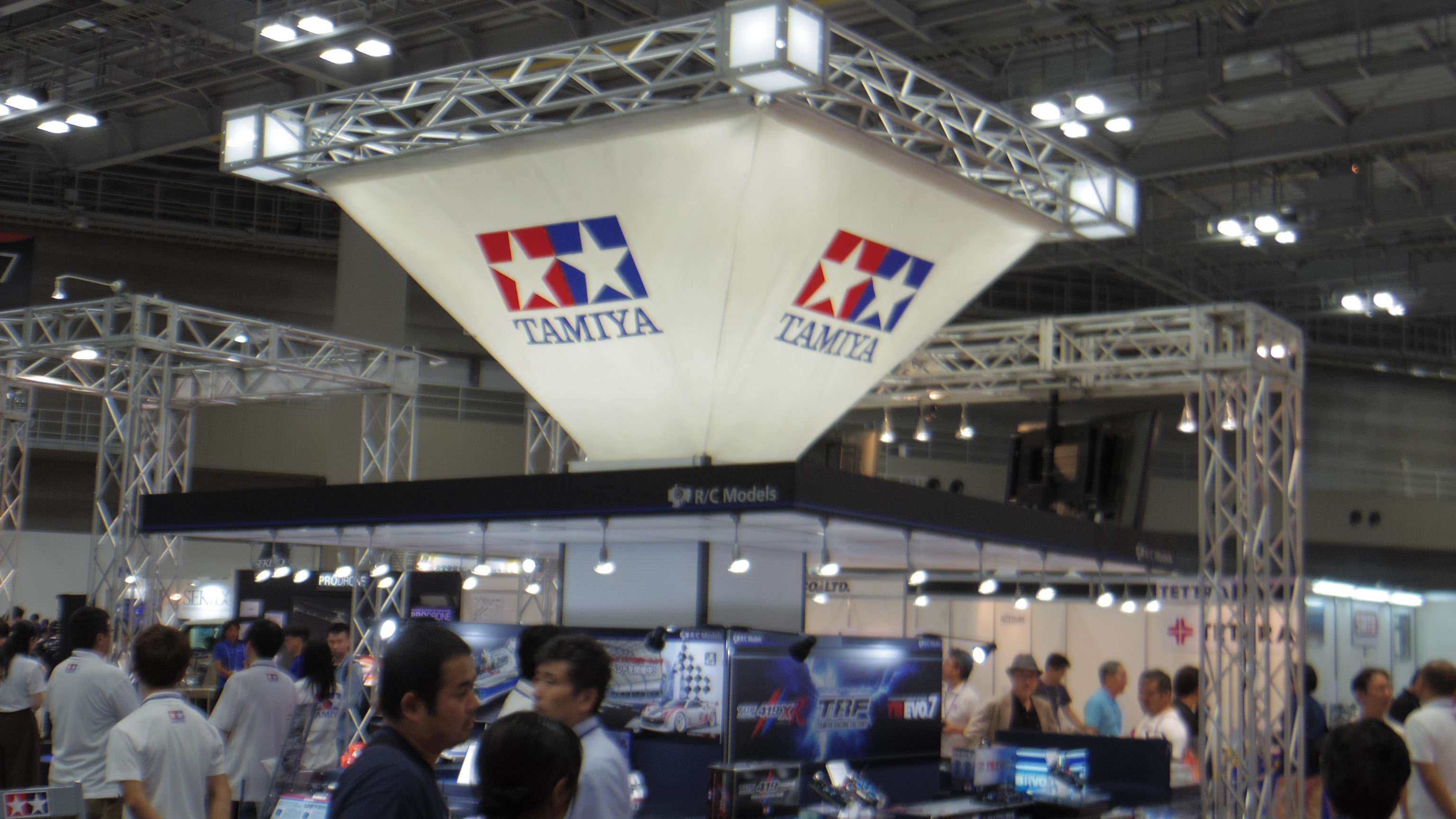
2017日本模型大會攤位

## 廠房
田宫公司拥有多家大型的区域分公司，如位于加州亚里索维耶荷著名的“田宫美国”公司，北美和南美分部主要负责竞赛模型的开发。田宫美国还为许多世界锦标赛事提供世界级的竞赛模型设施。公司在菲律宾建有一家装配厂。“田宫欧洲”公司的总部则位于德国。

## 模型

### 遙控模型類
在開發1/12 Porsche 934靜態模型時，為求了解該車的內部構造細節，田宮俊作斥巨資購入一輛實物Porsche 911然後將之拆解。高度的精細導致生產成本極為高昂，靜態模型上市後的銷量未能填補成本開支。後來田宮俊作偶然見到公司職員瀧文人將遙控器材及馬達安裝上一部模型車行走，因此靈機一動提拔瀧文人試新開發新的 1/12 Porsche 934遙控模型，把1/12 Porsche 934 靜態模型的車殼應用在遙控車的車架上。此遙控模型大獲好評，一年內在日本售出十萬台，並引起日本的遙控車熱潮。瀧文人現為田宮模型的產品開發部的總主管。

#### 遙控戰車 (1/16比例)
田宮遙控戰車都有一些選配的聲光元件可以改造。
豹二A4和Flakpanzer防空砲車生產期程並不長，是升級於現有模型，而非多功能式的虎式和雪曼目前都已停產。目前最新的全配模型都包含聲音特效、開火時砲管模擬後座力，最新的全配豹二A6還有砲管穩定支架，戰車行駛時砲管會水平。戰車還有模擬對戰功能可以和別台遙控戰車模擬對戰會有紅外線判定擊中與否。
這些坦克都使用標準遙控模組、收發器、伺服馬達等都和遙控汽車、卡車、船、直昇機一樣，田宮1/16戰車的精細度明顯高於其他同品牌玩具可說是同時具有模型和玩具的特性。

#### 遙控汽車（1/12比例）
第一台田宮遙控車是1976年推出的保時捷934（編號58001），外殼是沿用1/12靜態模型版的，結合了模型的精致度和遙控的樂趣，田宮打出了「最真實的遙控車」和「最適合遙控」的口號，該產品大受歡迎賣出10萬台以上，一個潛在市場被開發了，田宮立刻就推出了保時捷935（編號58002）後繼車種。
藍寶堅尼LP500S（CS）为第八輛產品（編號58008），其首次採用「特殊版」標籤貼在外盒上，這表示有所不同因為它裝了更有力的RS540電機，不同於一般的RS380S電機與泡棉輪胎，還有更厚實的底盤和转向軸。
1986年推出的保時捷959遙控模型，是1986年贏得巴黎達卡賽車的冠軍車複製品，也是市面上前所未有複和高精度的作品，接下來田宫又推出了豐田Celica Gr.B在Safari拉力賽獲勝車的複製品，但是和保時捷959用同一個底盤組件來降低成本，只有車身中段三個地方和前防滾桿有些不同，所以豐田Celica甚至比保時捷959還更複雜。

#### 遙控汽車（1/10比例）

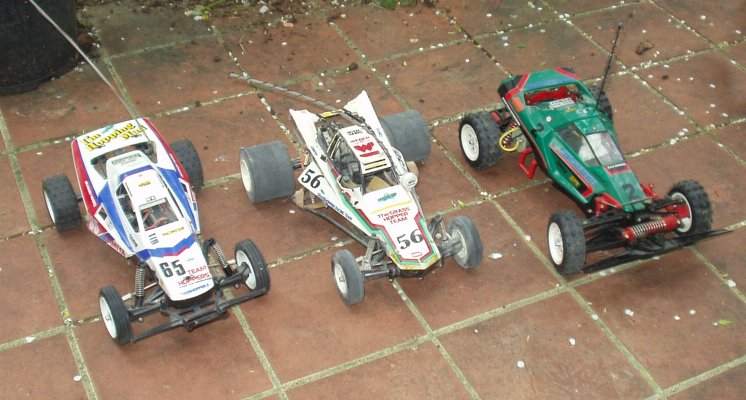
蚱蜢系列

田宫Williams FW07（CS）虽不是第一台F1賽車的遙控車但是是第二個使用CS（Competition Special）「競技用」標籤的市售車,比起標準F1賽車有諸多改裝。所有CS都有的共同特徵就是強化纖維一體成型的底盤取代之前車種鋁製底盤,馬達座用輕合金代替重合金，保險桿是尼龍代替金屬，後馬達艙也是用金屬板取代鑄造金屬成形；導致這輛車比其他車輕很多。
Super Champ發售於1982年,這是田宮唯一一部有F.F.P.D.S.（無段指令阻尼系統）的遙控車。透過一阻內建的油罐不斷供油給後輪緩衝器，可以在越野時保持潤滑和壓力。雖然重量增加，但是效果明顯。田宮也申請了該裝置專利。
野蠻威廉同樣發售於1982年，這是一臺高細節的吉普遙控車，有堅硬的塑膠車身和短輪距, 使它可以做一些特技動作，它的密封式機件箱可以讓車子涉水而過。像是許多田宮傳統模型一樣，初期的收集熱導致市場缺貨，全新品可以叫價到$1000美金。之後1985年推出了更新版稍微加大了軸距，所以短輪距版更顯珍貴一車難求。許久後野蠻威廉2代又在2000年推出，其中利用現成的Wild Dagger系列齒輪箱，底座使用Lunch Box車的底座，至於其他設計則沒有更改。野蠻威廉2代依然使用吉普車外觀，但是前方用水平通氣孔取代了垂直通氣孔，之後也推出了金屬配件紀念版野蠻威廉2。
蚱蜢系列1984年上市是一種兩輪驅動越野遙控車；本車結構簡單容易量產所以成為田宮公司最大量產的遙控車。主要結構是一個盆式底盤搭配一根堅固的後輪驅動軸和單骨前輪懸吊，其中配備的380馬達是同期車中最差的，但輕型ABS塑膠底盤讓它的速度並不會輸之前的競賽用車太多，也更省電。本車客戶群是業餘的越野遙控玩家，所以便宜簡單又有中上性能使它快速展開市場佔有率。直到2005年都還推出只有一些小修改的重製版。

#### 遙控卡車（1/8比例）
「大地壓碎者」系列是田宮針對塑膠遙控卡車市場推出的嘗試性品牌，題材是T-Maxx級的美式卡車，T-Maxx是一種4x4卡車有三頻道遙控、兩段變速和倒退檔。大地壓碎者系列在2002年推出，但是卻成為一場災難因為該產品輪胎負重不夠，馬力也不夠；然而不同於田宮其他的TR-15或瘋狂野牛系列，大地壓碎者是田宮進入越野卡車市場的重要前進指標，像當初瘋狂野牛不過是路面卡車換了越野輪胎而已，大地壓碎者則是從頭都重新設計針對越野賽道的獲勝而設計。

#### 遙控快艇 (1/20 比例)
田宮推出1/20高真實度的水上馬達遙控艇包含
- 山葉環遊世界系列[3]
- 山葉40EX
- 36級遙控賽艇革新者

#### 快速樂
快速樂是一個小系列，多是1/14預製好的簡單遙控汽車或卡車，1989年首次推出「Thunder Shot QD」針對小孩的遙控玩具市場，盒內包含組好的模型和遙控機件、電池和充電器、兩段變速箱，本系列包含了「午夜南瓜馬車」和「怪物甲蟲」這兩台著名競技卡車，並不因為是玩具走向就毫無考證，反而可以看出田宮的用心和趣味。

#### 遙控卡車和拖車（1/14比例）
田宮推出1/14用ABS材質車身的遙控卡車，和對手Wedico的金屬合金材質卡車競爭。田宮遙控卡車馬力是很大的甚至可以拖一個成年人站在滑板上走。

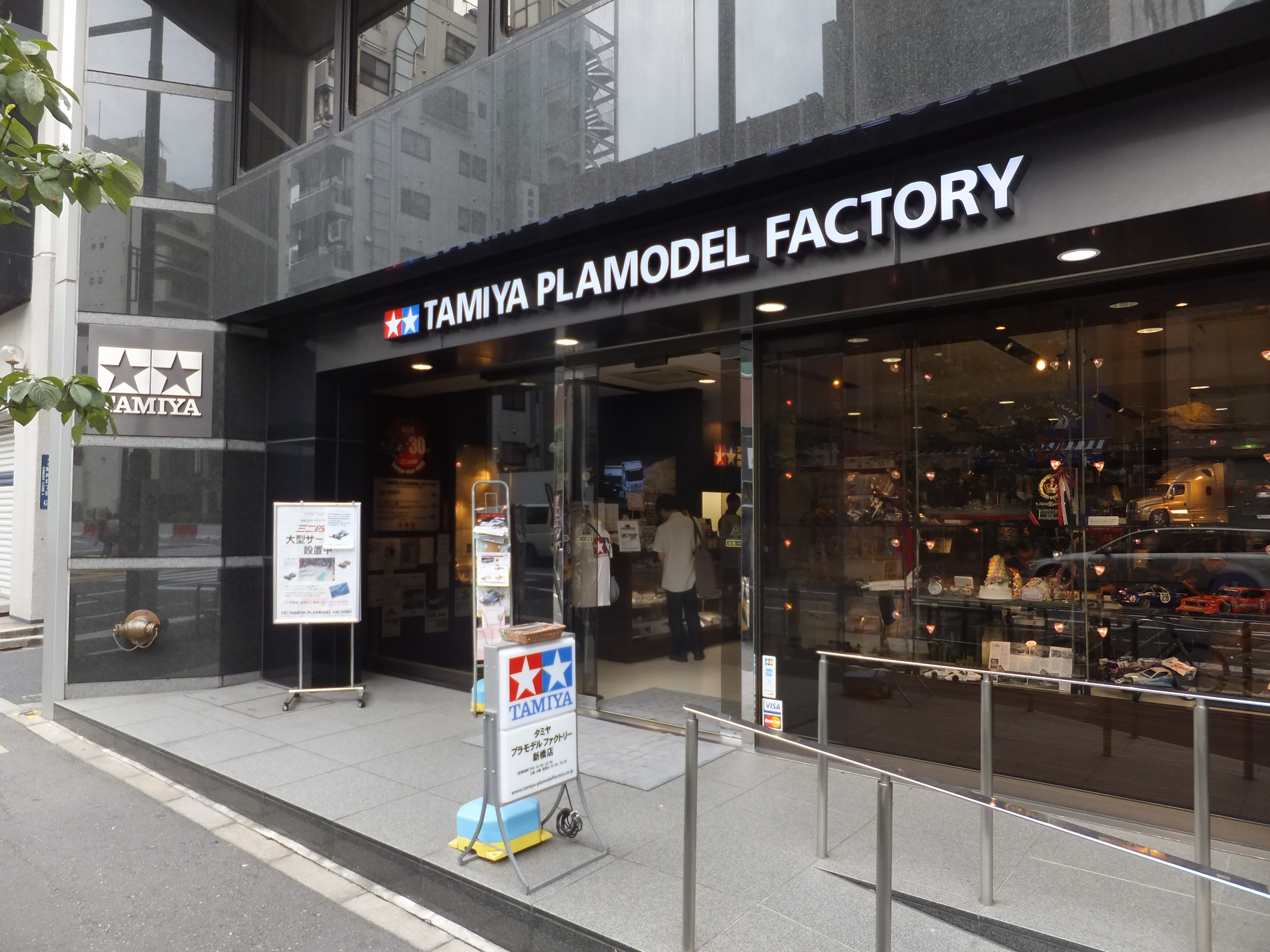
TAMIYA Plamodel Factory旗艦大店

### 迷你四驅
迷你四驅(迷你四驅車、四驅車、軌道車)（日语：ミニ四駆；英语：Mini 4WD） 和Dangun-Racer系列是1/32小比例的單馬達電動模型，專用在特製塑膠，設有牆壁導航的賽道上進行比賽。

### 靜態類模型
當田宮遙控車全球知名時涵蓋了許多卡車和汽車，田宮也領導了塑膠模型市場好幾十年，然而來自中國大陸的威龍和小號手卻低價進入市場帶來強大競爭壓力。
社長田宮俊作強調模型製作要認真追求精細，在開發及設計新的比例模型產品時對產品的細節有極高的要求，強調比例模型產品要把實物的每個細節如實表現出來。因此田宮俊作多年來花了極多工夫走訪各地如車廠及軍車博物館等以求考察到實物的第一手資料。例如在製作 1/12 Honda F-1 靜態模型時，田宮俊作趁該車實物在成田機場等候轉運往海外參賽前求得本田車廠批准親身到機場貨站作實物考察。

#### 軍事載具

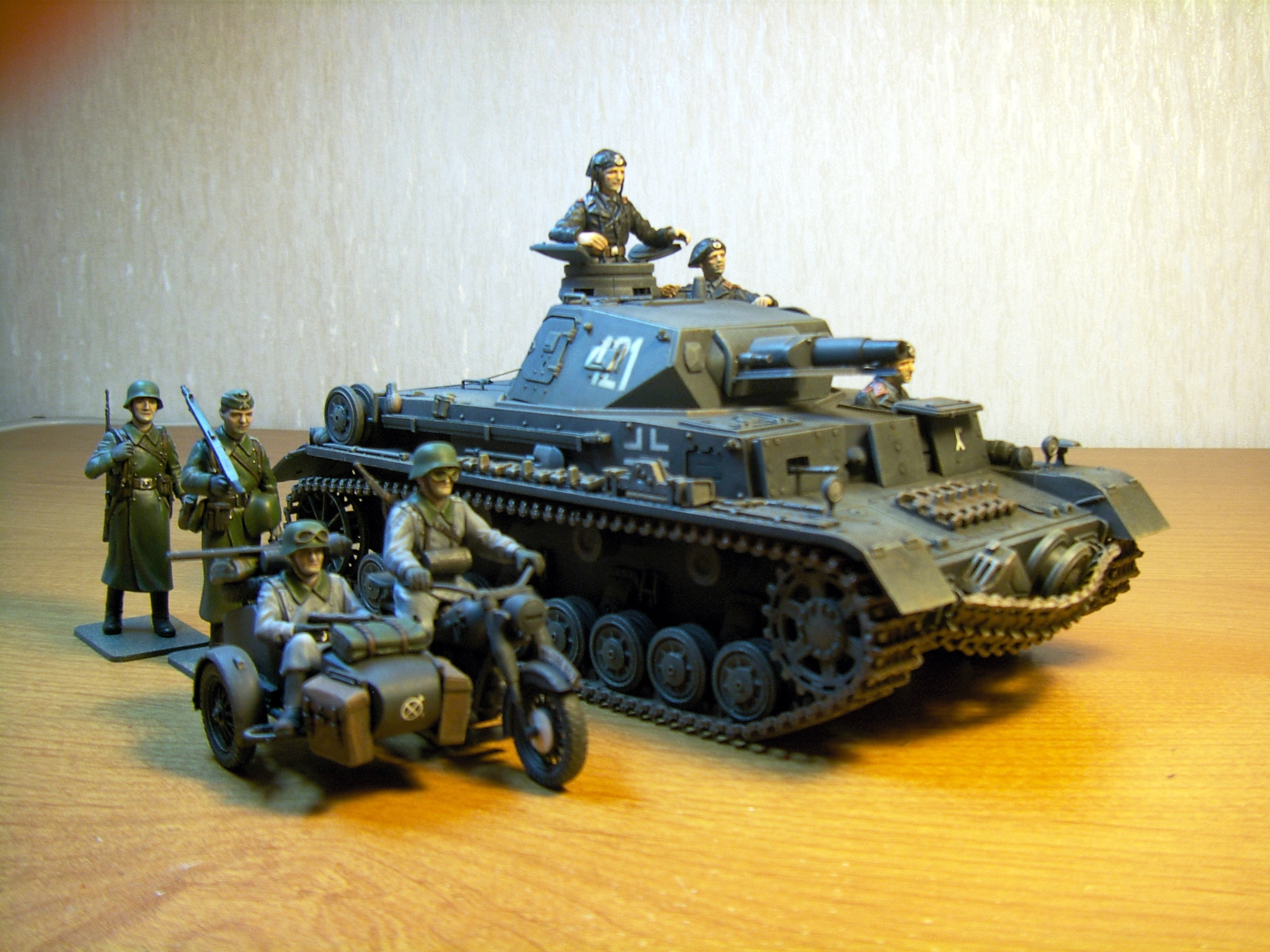
田宮模型出品的1/35比例二次大戰德軍模型

1/35比例模型軍事載具是田宮最老的系列作，本系列多半是二戰軍車為主，依然有新作品在緩慢增加中，尤其是德軍車輛最齊全。產品最引人注目的，就是外盒上有全彩的手繪風實車圖像，田宮的產品有非常精準和洗鍊的密合度，這是他們最強調的自我要求（甚至已經成為軍事模型標準尺寸），本系列第一作是一輛電動的豹式坦克，內部空間設計得剛好夠放下馬達和電池組。
後來系列中還增加了許多配件類，如塑膠士兵、場景用的房屋、牆壁、額外武器套組、汽油桶...之類。田宮也加入了1/48載具的產品線，此產品特徵是金屬材質底盤，讓模型更有重量感。
90年代威龍採用低品質和低價來競爭田宮，然而最近威龍的品質也有提升，意圖搶佔高品質市場，增加了一些蝕刻片部件和金屬炮管、大量零件數、單一連接剪裁口。甚至有500-700零件在單一戰車上，模型精確度也有提升；但是許多人認為拼裝500-700零件太多餘也太痛苦了。而田宮著重的是平衡零件數與細節，讓人享受拼裝樂趣。
田宮通常用乙烯材質做條式戰車履帶，另一中國大陸廠商小號手提供乙烯履帶卻也提供拼裝式履帶，它不是完全一節一節鏈接履帶，而是只在轉彎時做鏈接，其他直線面的履帶是整片塑膠預先做好的。田宮近來也提供兩種履帶，跟隨這種潮流，然而小號手品質也在提升。田宮在高階低階產品都受到壓力。

#### 飛機
模型飛機產品線多半以1/48為主，特別注重美感效果，例如1990年推出的喷火戰機，標榜容易組裝、超密度細節和大量浮雕的細節。許多作品後來又出了1/72版本，在日本有許多伊达雷利的模型是由1/72田宮的舊模具再生產的，價錢上比原廠田宮的便宜很多。田宮也是世界上少數生產1/100這特殊比例飛機的廠商，稱為Minijet（迷你噴射機）系列為了搭配1/100的B-52當護航機，但1980年代就停產，直到2004又復產改名為小型戰機系列。

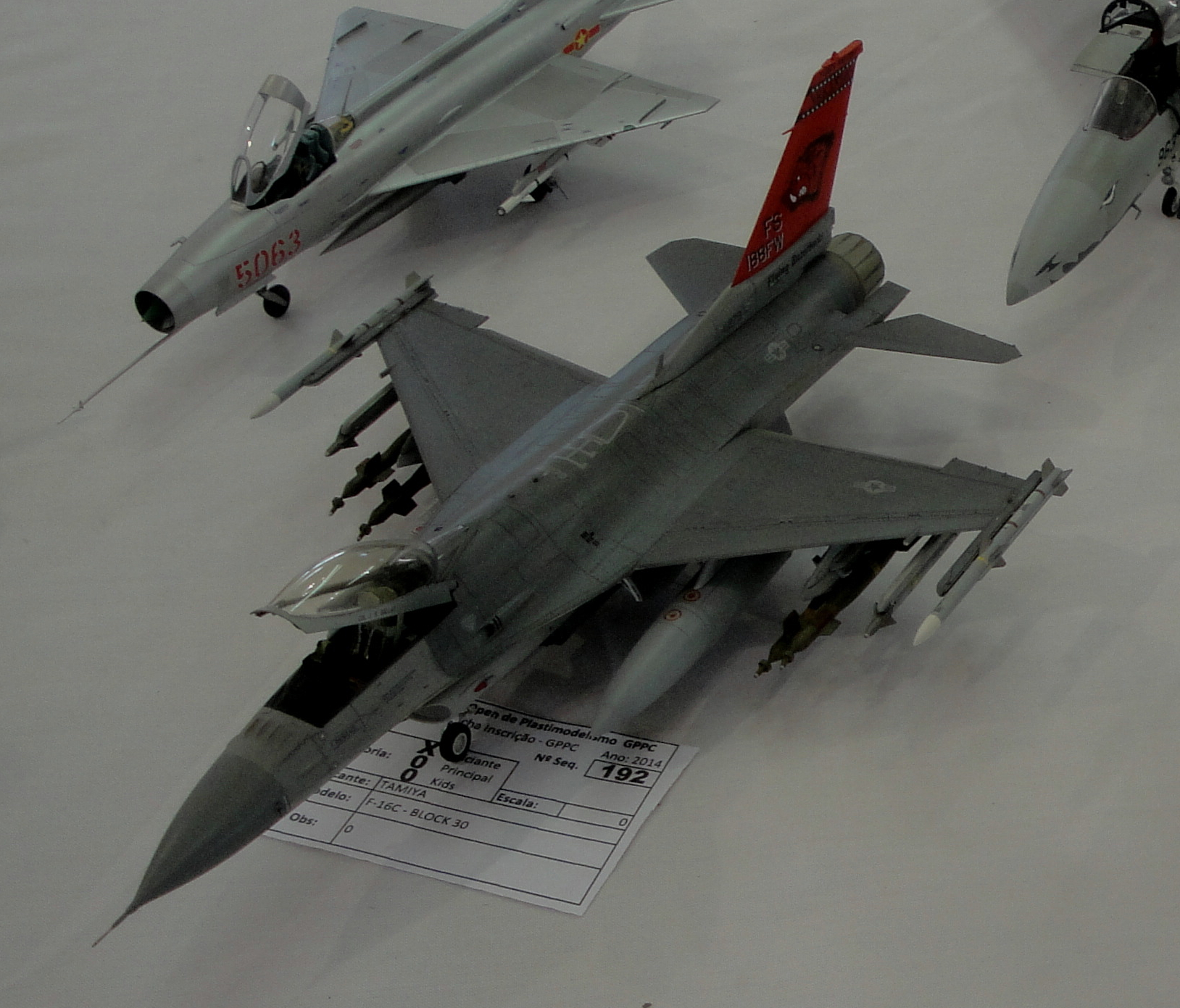
戰機系列

田宮也有少數1/32大比例飛機，附有大量細節和可更換裝備，較高的售價和製作難度是針對專業模型玩家市場，其中幾乎每一款都是業界經典之作，其模具設計之精密複雜，尚無任何其他廠商能仿造和競爭此一高階市場。在二戰飛機系列中田宮特別著重日本飛機，例如有名的P-47雷霆式直到最近才推出，而日本零式卻是第一架田宮飛機，2006年第一款新加的1/32飛機也是零式。
田宮還推出一些透明外殼的飛機模型，組裝後可以看見飛機內部構造，還有一些模型是裝有電動螺旋槳的飛機甚至有配音的小發聲喇叭。許多模型也附有特製金屬法碼讓飛機可以向後坐穩，相較於長谷川出的模型，製作者還要自己去找壓艙法碼並自己想辦法粘在飛機內部。
最近的田宮飛機模型有一些新設計，例如可拆式的機翼和起落架，紙外盒也能改裝成一種保存盒，讓飛機組好後還能拆成幾大塊放回原盒中保存，這是體諒許多模型玩家收藏作品不易的困擾。
諸如此類的種種巧思使田宮在全球模型玩家的市場始終領先屹立不搖，他們做到了「世界品質第一」的口號，不僅在模型本身的設計品質、製造品質，而更是發揚大量方便工具、巧思設計帶來的整體娛樂品質。

#### 汽車
汽車產品線非常豐富，包含一般車和賽車、世界拉力冠軍賽用車、F-1賽車。通常是1/24比例，而F-1賽車則是1/20比例。極少數是1/12大比例。

#### 電單車
田宮有廣大的1/12機車產品線包含路用和賽車型，也有少數1/6大型版的，例如哈雷電單車系列。

#### 船艦

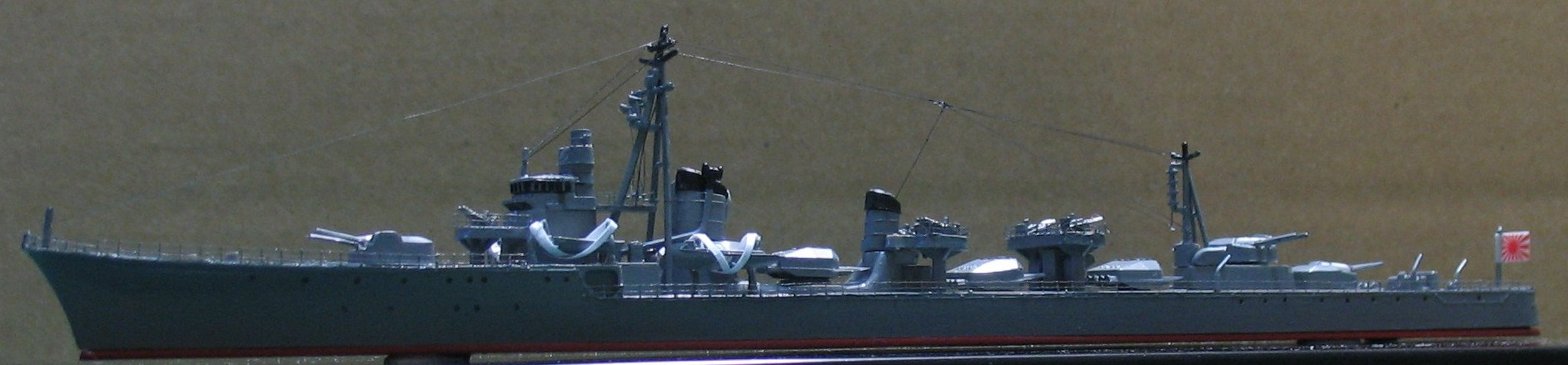
1/700水線船的島風號

1/350和1/700軍艦的產品線非常廣大，包含全艦底和水線船造型，水線船只做船在水線上的部分而沒有船底，適合製作場景。多數1/700水線系列是二戰日本海軍題材，少數是二戰德軍美軍英軍船艦，1/700水線的密蘇里號戰艦就有386.5mm（15.2吋）長。1/350戰艦則有兩倍大；後來增加了一些現代軍艦例如海上自衛隊LST-4001大隅級登陸艦及LST-4002下北戰車登陸艦。

## 参看

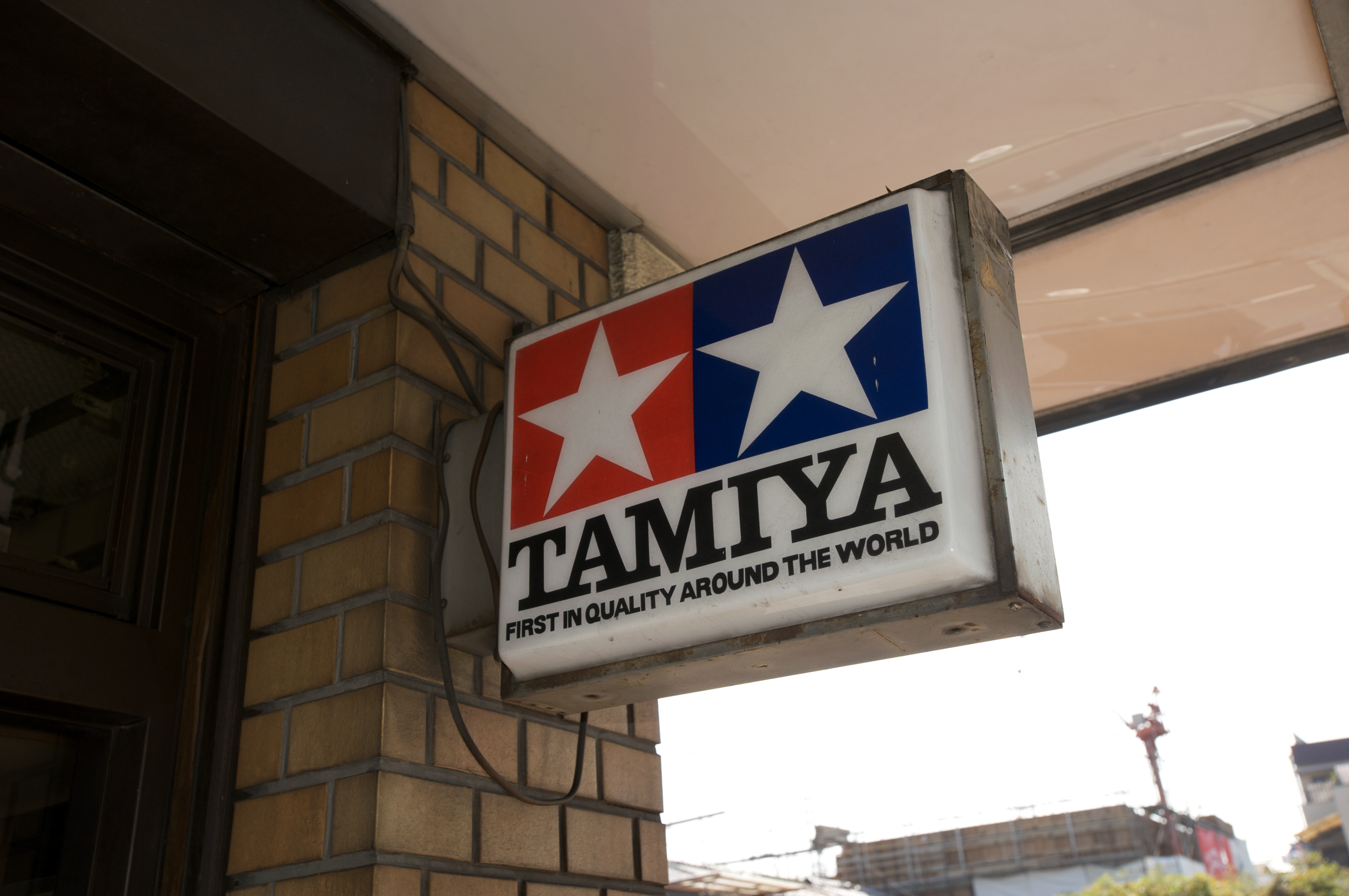
加盟小賣店的燈牌

- 田宮CLOD BUSTER
- 比例模型
- 威龍模型
- 威望模型